# Cycniopsis humifusa
Cycniopsis humifusa là loài thực vật có hoa thuộc họ Cỏ chổi. Loài này được (Forssk.) Engl. mô tả khoa học đầu tiên năm 1905.